# Szkoła Podchorążych Artylerii
Szkoła Podchorążych Artylerii (SPArt.) – szkoła Wojska Polskiego kształcąca kandydatów na oficerów artylerii w latach 1923–1939.

## Historia szkoły
W marcu 1919 rozpoczęto proces nauczania w Oficerskiej Szkole Artylerii w Rembertowie. Zadaniem szkoły było przede wszystkim dokształcanie oficerów artylerii, w zakresie znajomości francuskiej taktyki i francuskiego sprzętu artyleryjskiego. Utworzono wówczas dwa kilkumiesięczne kursy dowódców baterii i oficerów zwiadu artyleryjskiego. Jednorazowo w szkole kształciło się około 100 oficerów.
1 września 1919 w Toruniu zostały zorganizowane kursy dokształcania oficerów. Przetrwały one do stycznia 1920. Jesienią 1919 rozpoczęto szkolenie podstawowe oficerów artylerii. W tym celu 1 listopada 1919 w Poznaniu została utworzona Szkoła Podchorążych Artylerii. W szkole kształciło się około 250 podchorążych. Nauka trwała początkowo 6 miesięcy. Pierwszym komendantem szkoły był major Edmund Knoll-Kownacki. W 1921 szkoła została rozwiązana.
W czerwcu 1920, w Poznaniu i w Toruniu, zostały zorganizowane Centra Wyszkolenia Artylerii. Zadaniem centrum było przede wszystkim dokształcanie oficerów w zakresie znajomości taktyki i sprzętu artyleryjskiego. Wykładowcami byli oficerowie francuscy.
W 1922, po przejściu Wojska Polskiego na stopę pokojową, przyjęto zasadę tworzenia szkół oficerskich dla poszczególnych rodzajów broni. W lipcu 1922, na bazie Obozu Szkolnego Saperów w Warszawie na Powązkach, została sformowana Główna Szkoła Artylerii i Inżynierii z zadaniem kształcenia na poziomie wyższym oficerów młodszych. Studia miały trwać trzy lata. W grudniu 1922 została zakończona wstępna organizacja szkoły, jednak ze względu na brak warunków kwaterunkowych w Warszawie, Wydział Artylerii przeniesiono do Torunia. Ze względu na trudności kierowania wydziałami w Warszawie i Toruniu GSAiI została rozwiązana. 
Ze względu na zapotrzebowanie wojska na oficerów artylerzystów i saperów w maju 1923 utworzono dwie odrębne szkoły: Oficerską Szkołę Artylerii w Toruniu i Oficerską Szkołę Inżynierii w Warszawie. Oficerska Szkoła Artylerii (OSA) miała dwuletni program nauczania. Kształciła ok. 240 podchorążych, po 120 na roku. Nacisk położono na wykształcenie praktyczne. OSA przeszła w swym rozwoju szereg reorganizacji (1925, 1927, i 1928). Ostateczny program kształcenia został oparty na programie francuskiej Szkoły Artylerii w Fontainebleau, w której 66% programu zajmowały przedmioty praktyczne, 16% przedmioty ogólnowojskowe i ogólnokształcące i 11% przedmioty teoretyczne z zakresu artylerii i 7% przedmioty matematyczno-fizyczne.
23 lipca 1925 o godz. 8.30 w Toruniu, w czasie strzelania z 155 mm haubicy wz. 1917 nastąpiła niekontrolowana eksplozja, w wyniku której rannych zostało czterech żołnierzy; w następstwie odniesionych ran głowy zmarł porucznik Wojciech Brania z dywizjonu szkolnego; rannych zostało także trzech podchorążych, w tym jeden ciężko; nazajutrz komisja pod przewodnictwem pułkownika Eugeniusza Szpręglewskiego stwierdziła, że przyczyną eksplozji był wybuch pocisku w lufie haubicy; należy wspomnieć, że porucznik Brania, przed strzelaniem, zamienił się na funkcję przy obsłudze działa z porucznikiem Adamem Chorzewskim.
9 sierpnia 1928 roku Oficerska Szkoła Artylerii została przemianowana na Szkołę Podchorążych Artylerii, która kształciła około 440 podchorążych.

## Kadra szkoły
Komendanci OSA / SPArt.
- płk art. Stanisław Ostrowski (1 VI 1923 - 17 II 1927)
- płk art. Henryk Kreiss (17 II 1927 - 10 X 1930)
- płk art. Michał Roch Gnoiński (od 10 X 1930)
- płk art. Adam Tymoteusz Sawczyński (do VIII 1939)

Zastępca komendanta SPArt.
- ppłk art. Eugeniusz Ignacy Luśniak (1932-1935)
- ppłk art. Witold Sztark (od XI 1935)
- ppłk art. Jan Jaremski (1939)

Dyrektorzy nauk OSA / SPArt.
- płk art. Mikołaj Kulwieć (1923)
- płk art. inż. Paweł Niewiadomski (1923-1927)
- ppłk dypl. Tadeusz Scheybal (1927-1929)
- mjr dypl. Wincenty Żmigrodzki (1929-1930)
- mjr / ppłk art. Władysław Kaliszek (I 1930 - 1935)
- ppłk art. Witold Sztark (do XI 1935 → zastępca komendanta)
- mjr art. Jan Jaremski (od XI 1935)
- ppłk Jan Pałubicki (VII 1938 – IX 1939)

Oficerowie:
- ppłk Edmund Zimmer (dowódca dywizjonu szkolnego 1931–1932)

Pokojowa obsada personalna szkoły w marcu 1939 roku:
- komendant – płk Sawczyński Adam Tymoteusz
- z-ca komendanta – ppłk Jan Leon Jaremski
- adiutant – kpt. Maciejowski Zygmunt
- lekarz medycyny – ppor. lek. Frankiewicz Eugeniusz
- lekarz weterynarii – ppor. pdsc. Karwowski Roman Jan
- dyrektor nauk – ppłk Jan Pałubicki
- wykładowca taktyki ogólno-organizacyjnej – kpt. dypl. Madaliński Leon Rejnhold(*)[b]
- wykładowca taktyki piechoty – mjr piech. Szul Józef
- wykładowca mechaniki i budowy sprzętu – ppłk Kaczyński Wiktor
- wykładowca historii wojen – kpt. adm. (art.) Wieliczko-Wielicki Michał
- wykładowca geografii wojskowej – kpt. dypl. Madaliński Leon Rejnhold(*)[b]
- wykładowca matematyki – mjr adm. (art.) Wilanowicz Zdzisław
- wykładowca matematyki – kpt. adm. (art.) inż. Wiśniewski Zygmunt I
- wykładowca balistyki i uzasadnionych praw strzelania – ppłk Rodewald Emil Tadeusz
- wykładowca balistyki i uzasadnionych praw strzelania –  kpt. Kuczyński Tadeusz Bonawentura
- asystent –  kpt. Kęsy Władysław
- asystent – por. Janusz Aleksander Władysław
- pomocnik komendanta ds. gospodarczych – kpt.adm. (art.) Łamek Czesław
- oficer mobilizacyjny – kpt. adm. (art.) Szrajbert Zygmunt
- oficer administracyjno-materiałowy – kpt. adm. (art.) Gęstwicki Paweł Bolesław
- oficer żywnościowy – por. adm. (art.) Ilnicki Aleksander Adam Stanisław
- oficer gospodarczy – kpt. int. Zasławski Stanisław
- dowódca baterii luzaków – kpt. Demirski Józef
- dowódca plutonu i instruktor jazdy – por. Dąbrowski Antoni Teodor
- dowódca plutonu i instruktor jazdy – por. Gierałtowski Marian
- dowódca plutonu i instruktor jazdy – por. Jankowski Józef Franciszek
- dowódca plutonu i instruktor jazdy – por. Kulikowski Antoni
- dowódca I dywizjonu szkolnego – mjr Koszucki Feliks Fabian
- instruktor terenoznawstwa i topografii artyleryjskiej – kpt. Wójcicki Jan Ignacy
- instruktor łączności – kpt. Magnuski Stanisław
- instruktor WF – kpt. Więckowski Bogdan Seweryn
- dowódca 1 baterii szkolnej – kpt. Daćków Władysław Feliks
- z-ca dowódcy – kpt. Franciszek Dmowski †1940 Katyń[8]
- dowódca I plutonu – por. Zarudzki Miron Jan
- dowódca II plutonu – por. Morawski Wiktor Jerzy
- dowódca 2 baterii szkolnej – kpt. Jastrzębski Stanisław
- z-ca dowódcy –  kpt. Hutter Zygmunt
- dowódca I plutonu – por. Wiśniowski Bronisław Kazimierz
- dowódca II plutonu – por. Wojtarowicz Stefan
- dowódca 3 baterii szkolnej – kpt. Dormus Jerzy Henryk
- z-ca dowódcy – kpt. Pasternakiewicz Jerzy Wojciech
- dowódca I plutonu – por. Dąbroś Zygmunt Eustachy
- dowódca II plutonu – por. Swałdek Roman
- dowódca II dywizjonu szkolnego – mjr Czerniakowski Włodzimierz
- instruktor terenoznawstwa i topografii artyleryjskiej – kpt. Slęk Zbigniew Tadeusz
- instruktor łączności – kpt. Panufnik Ładysław
- instruktor WF – kpt. Sawicki Paweł
- dowódca 4 baterii szkolnej – kpt. Rewicz Marian
- z-ca dowódcy – kpt. Nowak Edward Jan
- dowódca I plutonu – por. Koraszewski Zbigniew Jan
- dowódca II plutonu – por. Wojciechowski Wiktor
- dowódca 5 baterii szkolnej – kpt. Herdegen Witold Ludwik Maria †1940 Katyń[9]
- z-ca dowódcy – kpt. Krzemiński Józef Feliks
- dowódca I plutonu – por. Dzieńkowski Stefan
- dowódca II plutonu – kpt. Pawełek Michał
- dowódca 6 baterii szkolnej – kpt. Piechocki Tadeusz
- z-ca dowódcy – kpt. Otfmowski Józef Zbigniew
- dowódca I plutonu – por. Gibbel Ludwik Antoni
- dowódca II plutonu – por. Grzyb Henryk Józef
- dowódca dywizjonu ćwiczebnego – ppłk Janowski Tadeusz Antoni
- adiutant dywizjonu – kpt. Gawełczyk Henryk Zdzisław
- oficer zwiadowczy – kpt. Pawlak Piotr Józef
- oficer łączności – vacat
- dowódca 1 baterii ćwiczebnej – kpt. Cichoszewski Tadeusz
- oficer baterii – kpt. Kaczmarski Józef Ludwik
- oficer baterii – por. Olszewski Jerzy
- dowódca 2 baterii ćwiczebnej – kpt. Lipko Ludwik
- oficer baterii – por. Jakimow Teodor
- oficer baterii – por. Koziczak Eugeniusz

## Absolwenci
I Promocja 24 września 1924
24 września 1924 Prezydent RP Stanisław Wojciechowski mianował 65 absolwentów szkoły na stopień podporucznika ze starszeństwem z 1 lipca 1923 roku w korpusie oficerów artylerii, a minister spraw wojskowych wcielił ich do oddziałów macierzystych. Nowo mianowanym oficerom uposażenie podporucznika przysługiwało z dniem 1 września 1924.

- ppor. art. Mieczysław Oborski (lokata 1)
- ppor. art. Tadeusz Kossakiewicz (lok. 2)
- ppor. art. Józef Lis (lok. 3)
- ppor. art. Leon Fudakowski (lok. 4)
- ppor. art. Czesław Kłopotowski (lok. 5)
- ppor. art. Antoni Brochwicz-Lewiński (lok. 11)
- ppor. art. Stanisław Marczyński (lok. 12)
- ppor. art. Marian Zajączkowski (lok. 13)
- ppor. art. Stanisław Koszutski (lok. 23)
- ppor. art. Tadeusz Narzymski (lok. 27)
- ppor. art. Józef Orłowski (lok. 37)
- ppor. art. Tadeusz Anders (lok. 46)
- ppor. art. Władysław Kociatkiewicz (lok. 47)
- ppor. art. Edward Wirszyłło (lok. 61) †1940 Katyń
- ppor. art. Stanisław Szczuka (lok. 65)

II Promocja 2 października 1925 ze starszeństwem z 1 lipca 1925
- ppor. art. Julian Stanisław Wojda (lok. 1)
- ppor. art. Ignacy Bukowski (lok. 2)
- ppor. art. Zygmunt Frankiewicz (lok. 3)
- ppor. art. Albert Szaad (lok. 41)
- ppor. art. Wiktor Badowski (lok. 87)

III Promocja 15 sierpnia 1926
27 lipca 1926 prezydent RP mianował 101 absolwentów podporucznikami ze starszeństwem z 15 sierpnia 1926 w korpusie oficerów artylerii, a minister spraw wojskowych wcielił ich do oddziałów macierzystych.
- ppor. art. Wacław Górecki (lok. 1)
- ppor. art. Adam Ziętkowski (lok. 2)
- ppor. art. Stefan Marian Jędrzejewski (lok. 3)
- ppor. art. Marian Saturnin Wołągiewicz (lok. 4)
- ppor. art. Tadeusz Sokołowski (lok. 5)
- ppor. art. Marian Utnik (lok. 9)
- ppor. art. Witold Kirchmayer (lok. 10)
- ppor. art. Mieczysław Wilczewski (lok. 101)

IV Promocja 15 sierpnia 1927
- ppor. art. Jan Mickunas (lok. 1)
- ppor. art. Wacław Tym (lok. 4)
- ppor. art. Franciszek Oleszczuk (lok. 12)
- ppor. art. Julian Zapała (lok. 107)

V Promocja 15 sierpnia 1928
- Aleksander Biernacki (lok. 1)
- Bohdan Zieliński (lok. 14)
- Kazimierz Pfaffenhoffen-Chłędowski (lok. 32)
- Rudolf Schreiber (lok. 103)
- Kazimierz de Latour (lok. 119)
- Józef Plewa (lok. 125)

VI Promocja 15 sierpnia 1929
- Stanisław Burhardt (lok. 1)

VII Promocja 15 sierpnia 1930
- ppor. art. Stanisław Snarski (lok. 1)
- ppor. art. Stanisław Weber (lok. 3)
- ppor. art. Wojciech Borzobohaty (lok. 10)
- ppor. art. Zygmunt Janke (lok. 22)
- ppor. art. Aleksander Rode (lok. 56)
- ppor. art. Jan Tabortowski (lok. 58)
- ppor. art. Adam Stabrawa (lok. 71)
- ppor. art. Bohdan Piątkowski (lok. 77)
- ppor. art. Jan Anasiewicz (lok. 78)
- ppor. art. Zbigniew Rawicz-Twaróg (lok. 96)

VIII Promocja 15 sierpnia 1931
- Kazimierz Motz (lok. 1)

IX Promocja 15 sierpnia 1932
- Jan Wojciechowski (lok. 1)

Promocja 15 sierpnia 1933
- ppor. art. Roman Proszek (lok. 58)
- ppor. art. Leon Światopełk-Mirski (lok. 100)
- ppor. art. Władysław Jan Nowak (lok. 112)

Promocja 15 sierpnia 1934
- ppor. art. Czesław Grombczewski (lok. 1)
- ppor. art. Wojciech Kalenkiewicz (lok. 5)
- ppor. art. Stefan Janus (lok. 34)
- ppor. art. Jerzy Lewszecki (lok. 81)

Promocja 15 października 1935
- ppor. art. Andrzej Malewski (lok. 1)
- ppor. art. Apoloniusz Zawilski
- ppor. art. Aleksander Chełstowski

Promocja 15 października 1936
- ppor. art. mgr Stefan Zwierzyński (lok. 1)
- ppor. art. Józef Roman (lok. 5)
- ppor. art. Alfred Zawadzki (lok. 14)
- ppor. art. Zbigniew Specylak (lok. 89)

Promocja 1 października 1937
- ppor. art. Wincenty Kwieciński (lok. 1)
- ppor. art. Antoni Józef Florczak (lok. 2)
- ppor. art. Józef Stachowski (lok. 3)
- ppor. art. Wiesław Adam Annusewicz (lok. 4)
- ppor. art. Leon Czengery (lok. 5)
- ppor. art. Jerzy Herse (lok. 6)
- ppor. art. Andrzej Zbyszewski (lok. 9)
- ppor. art. Bohdan Sylwestrowicz (lok. 10)
- ppor. art. Kazimierz Smolski (lok. 38)
- ppor. art. Ludwik Witkowski (lok. 66)

Promocja 1 października 1938
- ppor. art. Zbigniew Kazimierz Zając (lok. 1)
- ppor. art. Stanisław Julian Michalski (lok. 29)
- ppor. art. Jerzy Dorengowski (lok. 107)
- ppor. art. Jan Piotr Ziółko (lok. 108)